# 埃勒西克河

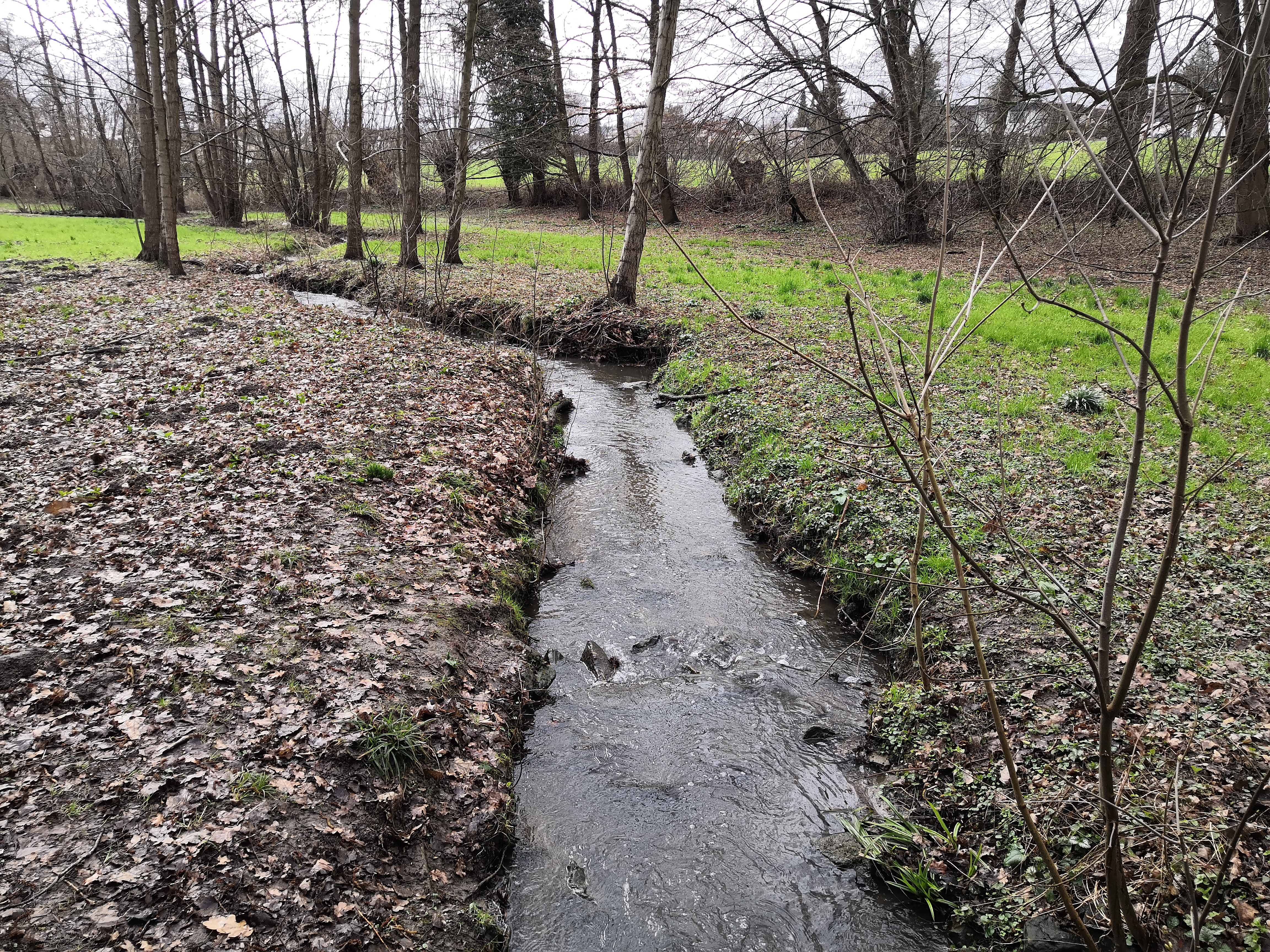
埃勒希克巴赫河在赫福德的桥上拍摄的照片。

52°6′22″N 8°41′10″E / 52.10611°N 8.68611°E
埃勒西克河（德語：Ellersieker Bach），是德國的河流，位於該國西部，流經北萊茵-威斯特法倫州，屬於韋勒河的右支流，河道全長2.8公里，流域面積2.8平方公里。